# Henry Nilsen
Henry Nilsen (* 12. April 1961 in Trondheim) ist ein ehemaliger norwegischer Eisschnellläufer.
Nilsen, der für den Kongsvinger IL startete, wurde im Jahr 1988 norwegischer Meister über 10.000 m und errang zudem bei norwegischen Meisterschaften jeweils einmal den dritten sowie zweiten Platz. International startete er erstmals in der Saison 1979/80 und kam in der Saison 1983/84 bei seiner einzigen Teilnahme an Olympischen Winterspielen 1984 in Sarajevo auf den achten Platz über 10.000 m. Zudem lief er bei der Mehrkampfweltmeisterschaft 1984 in Göteborg auf den 16. Platz und bei der Mehrkampfweltmeisterschaft 1985 in Hamar auf den 14. Rang im Großen Vierkampf. In den folgenden Jahren startete er bis 1988 international und lief in der Saison 1985/86 seine einzigen Rennen im Eisschnelllauf-Weltcup, wobei der 15. Platz in Trondheim über 5000 m sein bestes Ergebnis war.

## Persönliche Bestleistungen
| Disziplin | Zeit         | Datum            | Ort        |
| --------- | ------------ | ---------------- | ---------- |
| 500 m     | 40,80 s      | 5. März 1986     | Savalen    |
| 1000 m    | 1:21,00 min  | 9. November 1984 | Inzell     |
| 1500 m    | 2:02,96 min  | 5. Februar 1984  | Innsbruck  |
| 3000 m    | 4:14,06 min  | 18. Januar 1986  | Davos      |
| 5000 m    | 7:08,97 min  | 28. Januar 1984  | Innsbruck  |
| 10.000 m  | 14:54,70 min | 25. Januar 1988  | Heerenveen |